# Селёдочный соус
Селёдочный соус, сельдь в сметанном соусе, сельдь в сметане — рыбный салат из слабосолёной или маринованной сельди с репчатым луком, иногда маринованными огурцами, яблоком, сельдереем и зеленью в сметане, сливках или майонезе. В качестве закусочного блюда распространено в немецкой и польской кухнях. Селёдочный соус обычно подают к отварному или печёному картофелю, в Германии по традиции едят с чёрным хлебом с маслом.
Для приготовления селёдочного соуса по-рейнски сельдь режут на маленькие кусочки, репчатый лук — колечками, яблоко и маринованные огурцы — тонкими дольками. Сливки и сметану смешивают и приправляют солью, перцем, сахаром и лимонным соком. После смешения всех ингредиентов со сметанной смесью блюду требуется настояться в течение часа. Иногда в селёдочный соус добавляют молоки сельди.
В Германии селёдочный соус раньше считался бедняцкой едой и ныне часто предлагается в качестве угощения на народных празднествах или ярмарках. В католических регионах Германии, например, в Рейнской области, селёдочный соус считается типичной едой в пост, его готовят преимущественно в Пепельную среду или на Великую пятницу. В Северной Германии селёдочный соус именуют селёдочным салатом или рубленой сельдью.